# Andreas Thom
Andreas Thom (n. Berlín, República Democrática Alemana, 7 de septiembre de 1965) es un exfutbolista alemán, se desempeñaba como segundo delantero y jugó para las selecciones de fútbol de Alemania del Este y Alemania tras la reunificación.

## Clubes
| Club             | País     | Año       | Partidos | Goles |
| ---------------- | -------- | --------- | -------- | ----- |
| Dynamo de Berlín | RDA      | 1983-1990 | 158      | 77    |
| Bayer Leverkusen | Alemania | 1990-1995 | 161      | 36    |
| Celtic FC        | Escocia  | 1995-1998 | 71       | 14    |
| Hertha BSC       | Alemania | 1998-2001 | 51       | 5     |

- Datos: Q500940
- Multimedia: Andreas Thom / Q500940